# Verwaltungsgemeinschaft Trebgast
In der Verwaltungsgemeinschaft Trebgast im oberfränkischen Landkreis Kulmbach haben sich folgende Gemeinden zur Erledigung ihrer Verwaltungsgeschäfte zusammengeschlossen:
1. Harsdorf, 955 Einwohner, 11,25 km²
2. Ködnitz, 1503 Einwohner, 19,62 km²
3. Trebgast, 1561 Einwohner, 17,08 km²

Sitz der Verwaltungsgemeinschaft ist Trebgast.